# Paul Renaud
 (août 2024).
Si vous disposez d'ouvrages ou d'articles de référence ou si vous connaissez des sites web de qualité traitant du thème abordé ici, merci de compléter l'article en donnant les références utiles à sa vérifiabilité et en les liant à la section « Notes et références ».
Pour les articles homonymes, voir Renaud (homonymie).
Paul Renaud, né en 1975 à Toulouse, est un auteur et dessinateur de bande dessinée français.

## Biographie
Paul Renaud a débuté dans les comics sur la série Cavewoman en 2003, et dessine depuis pour la plupart des éditeurs de bande dessinée américaine sur des séries telles que Red Sonja, Fear Agent, Athena ou Uncanny X-Men. Travaillant surtout en tant qu’illustrateur de couvertures pour les séries Vampirella, Flash Gordon, Mass Effect, Star Wars, Red Sonja, Iron Man, Hawkeye & Mockingbird, Secret Warriors, Black Panther, Danger Girls, Dejah Thoris… Il travaille actuellement[Quand ?] pour Marvel pour qui il a dessiné le premier numéro annuel de la série Uncanny Avengers avec le scénariste Rick Remender, et il contribue aussi à la série Captain America en plus de multiples couvertures pour l’éditeur.
En 2015, il dessine le prologue de la série cross-over Secret Wars en collaboration avec le scénariste Jonathan Hickman pour le Free Comic Book Day (Secret Wars #0), et rejoint Mark Waid en dessinant le numéro 6 Shield de la série S.H.I.E.L.D., puis Sam Wilson: Captain America #4 et #5 avec Nick Spencer au scenario. Il réalise de multiples couvertures à l'occasion du lancement des nouvelles séries Star Wars chez Marvel, ainsi que des couvertures pour le personnage Archie à l'occasion de la sortie d'une nouvelle série modernisée.
Il illustre également actuellement les couvertures de la série Conan chez Dark Horse.
Toulousain de naissance, il a participé à l'organisation de la partie Comics au sein du Toulouse Game Show de 2014 à 2018, date de la séparation des dirigeants de la société.
Il a été à l'initiative de l'invitation de très grands noms du comics lors de la première édition du salon Superhéros, qui s'est tenu à Toulouse en 2019.